# Streptocalyx
Genre
Classification phylogénétique
Streptocalyx est un genre de plantes de la famille des Bromeliaceae.

## Taxonomie
Pour certains auteurs, le genre Streptocalyx n'existe pas ou la plupart de ses espèces doivent être intégrés aux genres Aechmea ou Ronnbergia :
- Streptocalyx arenarius Ule = Aechmea arenaria
- Streptocalyx biflorus L B Smith = Aechmea biflora
- Streptocalyx brachystachys Harms = Aechmea brachystachys
- Streptocalyx colombianus L B Smith = Aechmea colombiana
- Streptocalyx colombianus var. laxus Gross = Aechmea colombiana var laxa
- Streptocalyx curranii L B Smith = Aechmea curranii
- Streptocalyx floribundus (Martius ex Schultes filius) Mez = Aechmea floribunda
- Streptocalyx fuerstenbergii (E Morren & Wittmack)E Morren = Aechmea fuerstenbergii
- Streptocalyx geminiflorus Harms = Aechmea geminiflora
- Streptocalyx kentii Luther = Aechmea kentii
- Streptocalyx lanatus L B Smith = Aechmea lanata
- Streptocalyx laxiflorus Baker = Aechmea blanchetiana
- Streptocalyx longifolius (Rudge) Baker = Aechmea longifolia
- Streptocalyx lugoi Gilmartin & Luther = Aechmea lugoi
- Streptocalyx murcae L B Smith = Aechmea murcae
- Streptocalyx pallidus Luther = Aechmea napoensis
- Streptocalyx poeppigii Beer = Aechmea beeriana
- Streptocalyx poitaei Baker = Aechmea poitaei
- Streptocalyx seidelii Leme = Aechmea seidelii
- Streptocalyx squamiferus (Philcox) Philcox = Aechmea napoensis
- Streptocalyx subintegerrimus Philcox = Ronnbergia brasiliensis
- Streptocalyx williamsii L B Smith = Aechmea williamsii

Certaines espèces seraient toutefois valides :
- Streptocalyx subintegerrimus, synonyme de Streptocalyx laxiflora Philcox
- Streptocalyx squamiferus, synonyme de Streptocalyx geminiflorus Philcox